# Ron Curry
Ronald "Ron" Lee Curry Jr. (Pennsauken, Nueva Jersey, 12 de julio de 1993) es un  baloncestista estadounidense, que pertenece a la plantilla del Sporting de Portugal de la Liga Portuguesa de Basquetebol. Con 1,91 metros de estatura, juega en las posiciones de base o escolta.

## Trayectoria deportiva

### Universidad
Jugó cuatro temporadas con los Dukes de la Universidad James Madison, en las que promedió 12,1 puntos, 3,4 rebotes, 3,3 asistencias y 1,0 robos de balón por partido. En 2015 fue incluido en el segundo mejor quinteto de la Colonial Athletic Association, mientras que al año siguiente lo sería en el primero, además de aparecer en el mejor quinteto defensivo de la conferencia.

### Profesional
Tras no ser elegido en el Draft de la NBA de 2016, firmó su primer contrato profesional en el mes de agosto con el KK Krka Novo Mesto de la liga de Eslovenia. Jugó una temporada disputando además la Liga ABA, promediando en total 11,6 puntos y 3,3 rebotes por partido.
En junio de 2017 fichó por el Telekom Baskets Bonn de la Basketball Bundesliga.
En verano de 2018, al acabar su contrato con el conjunto alemán, se compromete para la temporada 2018-19 con el Falco KC Szombathely de la A Division.
En la temporada 2019-20, firma por el VEF Rīga de la LBL.
En la temporada 2020-21, regresa a la A Division húngara, para defender los colores del Alba Fehérvár.
El 6 de agosto de 2021, regresa al VEF Rīga para disputar la LBL y la Champions League. Al término de la temporada 2021-22, lograría el título de la LBL.
El 25 de mayo de 2022, firma por el ESSM Le Portel de la LNB Pro A.